# وليام روبرت غراهام
وليام روبرت غراهام  (بالإنجليزية: William Robert Graham)‏(ولد في 15 يونيو 1937) كان رئيس اللجنة الاستشارية للرئيس رونالد ريغان لمكافحة الأسلحة من العام 1982 حتى 1985، ثم نائبًا للمدير والقائم بأعمال ناسا من عام 1985 حتى 1986.
ولد غراهام في سان أنطونيو وحصل على درجة البكالوريوس في الفيزياء من معهد كاليفورنيا للتقنية مع شهادة الشرف عام 1959، ثم درس الدراسات العليا في جامعة ستانفورد حيث حصل على درجة الماجستير في الفيزياء الهندسية عام 1961 ودرجة الدكتوراة في الهندسة الكهربائية عام 1936.